# Fritz Aanes
Fritz Aanes (* 20. Juli 1978 in Narvik) ist ein ehemaliger norwegischer Ringer im griechisch-römischen Stil.
Er nahm 2000 an den Olympischen Spielen in Sydney teil und erreichte den vierten Platz in der Klasse bis 85 kg. Allerdings wurde er bei der Dopingkontrolle positiv auf Nandrolon getestet und für zwei Jahre gesperrt. Nach seiner Sperre war er Vierter bei den Weltmeisterschaften 2003 in der Klasse bis 84 kg. 2004 nahm er in Athen an seinen zweiten Olympischen Spielen teil, bei denen er den 15. Platz belegte.

## Internationale Ergebnisse
- 1998 Weltmeisterschaften, 85 kg, 15. Platz
- 1999 Europameisterschaften, 85 kg, 13. Platz
- 2002 Europameisterschaften, 84 kg, 17. Platz
- 2003 Weltmeisterschaften, 84 kg, 4. Platz
- 2003 Europameisterschaften, 84 kg, 12. Platz
- 2005 Weltmeisterschaften, 96 kg, 15. Platz
- 2005 Europameisterschaften, 96 kg, 9. Platz
- 2006 Weltmeisterschaften, 84 kg, 28. Platz
- 2006 Europameisterschaften, 84 kg, 12. Platz
- 2007 Weltmeisterschaften, 96 kg, 35. Platz
- 2007 Europameisterschaften, 96 kg, 11. Platz